# Светёлка (река)
Светёлка (в верхнем течении — Утка) — река в Смоленской области России, протекает по территории Вяземского района. Исток — у деревни Тюхменево, устье реки находится в 14,4 км по левому берегу реки Лосьминки, у деревни Уда. Длина реки составляет 13 км. Вдоль течения реки расположены деревни Степаниковского сельского поселения — Городок, Миханово, Малинки, Рыжково и Степаники.

## Данные водного реестра
По данным государственного водного реестра России относится к Окскому бассейновому округу, водохозяйственный участок реки — Угра от истока и до устья, речной подбассейн реки — Бассейны притоков Оки до впадения Мокши. Речной бассейн реки — Ока.
Код объекта в государственном водном реестре — 09010100412110000020880.

## Топографическая карта
- Лист карты N-36-XI. Масштаб: 1 : 200 000. Указать дату выпуска/состояния местности.